# Scelio solus
Scelio solus är en stekelart som beskrevs av Muesebeck 1972. Scelio solus ingår i släktet Scelio och familjen Scelionidae. Inga underarter finns listade i Catalogue of Life.